# Motivinkongruenz
In der Psychologie wird unterschieden zwischen einerseits expliziten, bewussten und andererseits impliziten, unbewussten Motiven. Wenn explizite Erfolgsorientierungen von impliziten Leistungsmotiven abweichen, kann diese Motivinkongruenz das subjektive Wohlbefinden bei Personen mit Emotionsregulierungsdefiziten negativ beeinflussen.

## Personality Systems Interactions Theory
Nach der Personality Systems Interactions Theory von Julius Kuhl werden explizite Orientierungen mit dem Intention Memory (Intentionsgedächtnis) assoziiert, implizite Motive dagegen mit dem Extension Memory (Extensionsgedächtnis). Stress (chronischer Frust bzw. chronische Angst) erschwert den Kommunikationsprozess dieser beiden kognitiven Systeme und somit die Kongruenz zwischen impliziten Motiven und expliziten Orientierungen.
Die Auswirkungen von Stress sind abhängig von der individuellen Affektregulierung. Stress in Form von Forderungen macht vor allem zögernden Menschen (Lageorientierung in Bezug auf Entscheidungen) zu schaffen, während Stress in Form von Drohungen sich vor allem bei grübelnden Menschen (Lageorientierung in Bezug auf Versagen) negativ auf das Wohlbefinden der Person auswirkt. Julius Kuhl unterscheidet grundsätzlich zwei Arten des Stresses, einmal den Bedrohungsstress, der den negativen Affekt erhöht, welcher mit dem Objekterkennungssystem zusammenhängt und "Druck" erzeugt – und einmal den Belastungsstress, der den positiven Affekt bremst, welcher mit dem Intentionsgedächtnis zusammenhängt und "Belastung" erzeugt. Dies wird im Folgenden durch die Stichworte Forderungen (Belastungsstress) und Drohungen (Bedrohungsstress) beschrieben.

## Wissenschaftliche Befunde
Bei Menschen, die viel Stress (in Form von Forderungen) erleben,
- Sinkt das subjektive Wohlbefinden bei lageorientierten Menschen, nicht aber bei handlungsorientierten.
- Weichen bei lageorientierten Menschen die expliziten Erfolgsorientierungen von den impliziten Leistungsmotiven ab. Diese Inkongruenz ist bei handlungsorientierten Menschen nicht zu sehen.

Hohe Kongruenz der impliziten und expliziten Motive deutet auf hohes subjektives Wohlbefinden, hohe Inkongruenz dagegen auf niedriges subjektives Wohlbefinden hin.
Bei Patienten, die viel Stress (in Form von Drohungen) erleben,
- Häufen sich die somatischen Beschwerden bei lageorientierten Patienten, nicht aber bei handlungsorientierten.
- Weichen bei lageorientierten Patienten die expliziten Erfolgsorientierungen von den impliziten Leistungsmotiven ab, nicht aber bei handlungsorientierten Patienten.

Hohe Inkongruenz zwischen expliziten und impliziten Motiven deutet auf eine hohe Zahl der somatischen Beschwerden hin. Inkongruenzen zwischen expliziten und impliziten Motiven kommen häufig vor, da die beiden Motivarten statistisch gering bis gar nicht miteinander korrelieren. Sie sagen auch verschiedene Verhaltensweisen vorher und lassen sich – inhaltlich – grob unterteilen in Motviationsausprägungen, deren "Kopf stärker als der Bauch" oder umgekehrt. Durch diese unterschiedlichen Inkongruenzen ergeben sich wiederum spezifische Beschwerden und auch Aussagen von betroffenen Personen (siehe hierzu auch Klassifikation von Motiv-Diskrepanzen).
Diese Inkongruenzeffekte konnten sowohl mit Fragebögen als auch mit experimentellen Manipulationen erfasst werden.

## Mediationsmodell
Die Ergebnisse sprechen für die kausale Funktion von Stress bei der Bildung von Motivinkongruenzen bei lageorientierten Menschen. Diese Motivinkongruenzen wirken als versteckter Stressfaktor, der das Wohlbefinden schmälert und die Bildung somatischer Beschwerden fördert.
Somit ist nicht nur Stress allein, sondern vor allem auch die Affektregulierungsfähigkeiten der betroffenen Person entscheidend für die gesundheitlichen Konsequenzen.